# Wutan, Hunan
Wutan (kinesiska: 武潭, 武潭镇) är en köpinghuvudort i Kina. Den ligger i provinsen Hunan, i den södra delen av landet, omkring 120 kilometer väster om provinshuvudstaden Changsha. Antalet invånare är 66 681. Befolkningen består av 32 563 kvinnor och 34 118 män. Barn under 15 år utgör 17,0 %, vuxna 15-64 år 69 %, och äldre över 65 år 12,0 %.
Runt Wutan är det tätbefolkat, med 297 invånare per kvadratkilometer. Wutan är det största samhället i trakten. I omgivningarna runt Wutan växer i huvudsak blandskog.
Genomsnittlig årsnederbörd är 1 921 millimeter. Den regnigaste månaden är maj, med i genomsnitt 342 mm nederbörd, och den torraste är december, med 51 mm nederbörd.